# Wab Kinew
Wabanakwut Kinew, dit Wab Kinew, né le 31 décembre 1981 à Kenora (Ontario), est un musicien, animateur de radio et de télévision, auteur et homme politique canadien. Député provincial de Fort Rouge depuis avril 2016 et chef du Nouveau Parti démocratique du Manitoba depuis septembre 2017, il est premier ministre du Manitoba depuis le 18 octobre 2023 après avoir remporté les élections générales de 2023. Avant cette date, il est chef de l'opposition officielle, fonction qu'il occupe à partir du 16 septembre 2017.
Il est le premier premier ministre provincial au Canada membre des Premières Nations.

## Biographie
Originaire de la Première Nation ojibwée d'Onigaming, dans le Nord-Ouest ontarien, Wab Kinew déménage à Winnipeg durant son enfance puis est scolarisé en immersion française au Collège Béliveau. Il est diplômé en sciences économiques de l'Université du Manitoba. Il parle ojibwé, anglais et français.
Wab Kinew est rappeur. Il est nommé aux Canadian Aboriginal Music Awards en 2009. Il est aussi journaliste à la radio et à la télévision de CBC ainsi que vice-recteur adjoint aux affaires autochtones de l'Université de Winnipeg. Il est l’auteur de The reason you walk, publié en français sous le titre La force de marcher. Avec Joe Morse, il obtient en 2019 le prix Ruth et Sylvia Schwartz de littérature jeunesse dans la catégorie livre illustré pour Go Show the World: A Celebration of Indigenous Heroes.

### Carrière politique
En 2014, Wab Kinew considère se présenter comme chef de l'Assemblée des Premières Nations. Toutefois, venant tout juste de se marier, il préfère reporter cette mise en candidature à une date indéterminée.

#### Député manitobain
En 2016, Kinew est candidat du Nouveau Parti démocratique du Manitoba (NPD) dans la circonscription winnipégoise de Fort Rouge. Malgré un scandale suscité par la découverte de publications misogynes et homophobes sur le compte Twitter du candidat, celui-ci remporte les élections du 19 avril après avoir exprimé des remords.

#### Chef du NPD manitobain
Le 10 avril 2017, Wab Kinew annonce son entrée dans la course à la direction du Nouveau Parti démocratique du Manitoba. Lors du congrès à la direction du parti le 16 septembre 2017, il rallie la majorité des délégués et est élu chef devant son seul rival, l'ancien ministre Steve Ashton (en).
Lors des élections générales manitobaines de 2019, sous sa direction, les néo-démocrates obtiennent six sièges de plus à l'Assemblée législative, même si les progressistes-conservateurs sous la direction de Brian Pallister réussissent à conserver leur majorité. Kinew demeure néanmoins chef du parti après sa défaite. 
Durant la campagne électorale en vue des élections de 2023 qui s'annonce serrée, Wab Kinew met l'emphase sur une réforme du système de santé de la province.

#### Premier ministre manitobain
Le 4 octobre 2023, toujours sous sa direction, le NPD manitobain remporte les élections générales et Wab Kinew devient le premier premier ministre provincial au Canada membre des Premières Nations. Kinew défait la première ministre progressiste-conservatrice sortante, Heather Stefanson et obtient un gouvernement majoritaire avec environ 45 % des voix.